# Heidergansfeld
Heidergansfeld, volkstümlich auch Heiderjansfeld genannt, ist ein Wohnplatz in der Gemeinde Kürten im Rheinisch-Bergischen Kreis.

## Lage und Beschreibung
Der Ort liegt nördlich von Bechen und Neuensaal an der Bundesstraße 506. Er bildet mit diesen einen geschlossenen Siedlungsbereich, so dass er nicht mehr als eigenständiger Ort in Erscheinung tritt. Das Gebiet liegt inmitten der Bechener Hochfläche auf einer Höhe von 252 m ü. NHN. In der Nähe entspringt der Unterlauf Weyerbach des Dürschbachs.

## Etymologie
Der Appellativ im Ortsnamen geht wie unschwer erkennbar auf ein Feld zurück, das Bestimmungswort geht auf den Personen-Übernamen Heiderjohann zurück.  Die Ursprungsform des Namens ist wahrscheinlich Heiderjansfeld, also Johann Heiders Feld. So ist auch die Heiderjansfelder Straße benannt. Der Ort ist auf der Topographischen Aufnahme der Rheinlande von 1824 als Heidrigansfeld und auf der Preußischen Uraufnahme von 1840 als Heidergransfeld verzeichnet. Auf der Preußischen Neuaufnahme von 1892 und auf allen jüngeren Messtischblättern ist er durchgehend als Heidergansfeld verzeichnet.

## Geschichte
Der Ort lag am Heerweg Köln–Wipperfürth–Soest, einer bedeutenden mittelalterlichen Altfernstraße von Köln über Wipperfürth nach Soest. 1822 lebten 65 Menschen im als Hof kategorisierten und Heidergansfeld bezeichneten Ort. 1830 hatte der Ort 74 Einwohner. Er gehörte zum Dorf Bechen, das schließlich 1845 zur Gemeinde wurde. Der 1845 laut der Uebersicht des Regierungs-Bezirks Cöln als Weiler kategorisierte Ort besaß zu dieser Zeit ein Wohnhaus. Zu dieser Zeit lebten neun Einwohner im nunmehr Heiderjansfeld bezeichneten Ort, davon alle katholischen Bekenntnisses. Die Gemeinde- und Gutbezirksstatistik der Rheinprovinz führt Heidergansfeld 1871 mit 34 Wohnhäusern und 102 Einwohnern auf. Im Gemeindelexikon für die Provinz Rheinland von 1888 werden 24 Wohnhäuser mit 102 Einwohnern angegeben. 1895 hatte der Ort 22 Wohnhäuser und 87 Einwohner. 1905 besaß der Ort 24 Wohnhäuser und 101 Einwohner und gehörte konfessionell zum katholischen Kirchspiel Bechen.
1927 wurden die Bürgermeisterei Bechen in das Amt Bechen überführt. In der Weimarer Republik wurden 1929 die Ämter Kürten mit den Gemeinden Kürten und Bechen und Olpe mit den Gemeinden Olpe und Wipperfeld zum Amt Kürten zusammengelegt. Der Kreis Wipperfürth ging am 1. Oktober 1932 in den Rheinisch-Bergischen Kreis mit Sitz in Bergisch Gladbach auf.
1975 entstand aufgrund des Köln-Gesetzes die heutige Gemeinde Kürten, zu der neben den Ämtern Kürten, Bechen und Olpe ein Teilgebiet der Stadt Bensberg mit Dürscheid und den umliegenden Gebieten kam.